# Chiesa di San Bernardino da Siena (Tornolo)
La chiesa di San Bernardino da Siena è un luogo di culto cattolico dalle forme barocche e neoclassiche situato in via Roma 1 a Tornolo, in provincia di Parma e diocesi di Piacenza-Bobbio; è sede di una parrocchia compresa nel vicariato della Val Taro e Val Ceno.

## Storia
Il luogo di culto originario, dipendente dalla pieve di Bedonia, fu edificato in epoca medievale.
La chiesa fu completamente ricostruita in stile barocco nel XVII secolo.
Intorno alla metà del XVIII secolo fu innalzata sul retro del luogo di culto la torre campanaria.
La facciata fu ristrutturata in stile neoclassico nel 1804.
Il campanile fu restaurato in più riprese, inizialmente nel 1987, poi nel 2003 e infine nel 2006, anno in cui fu sottoposto a lavori di risistemazione anche l'intero edificio.

## Descrizione

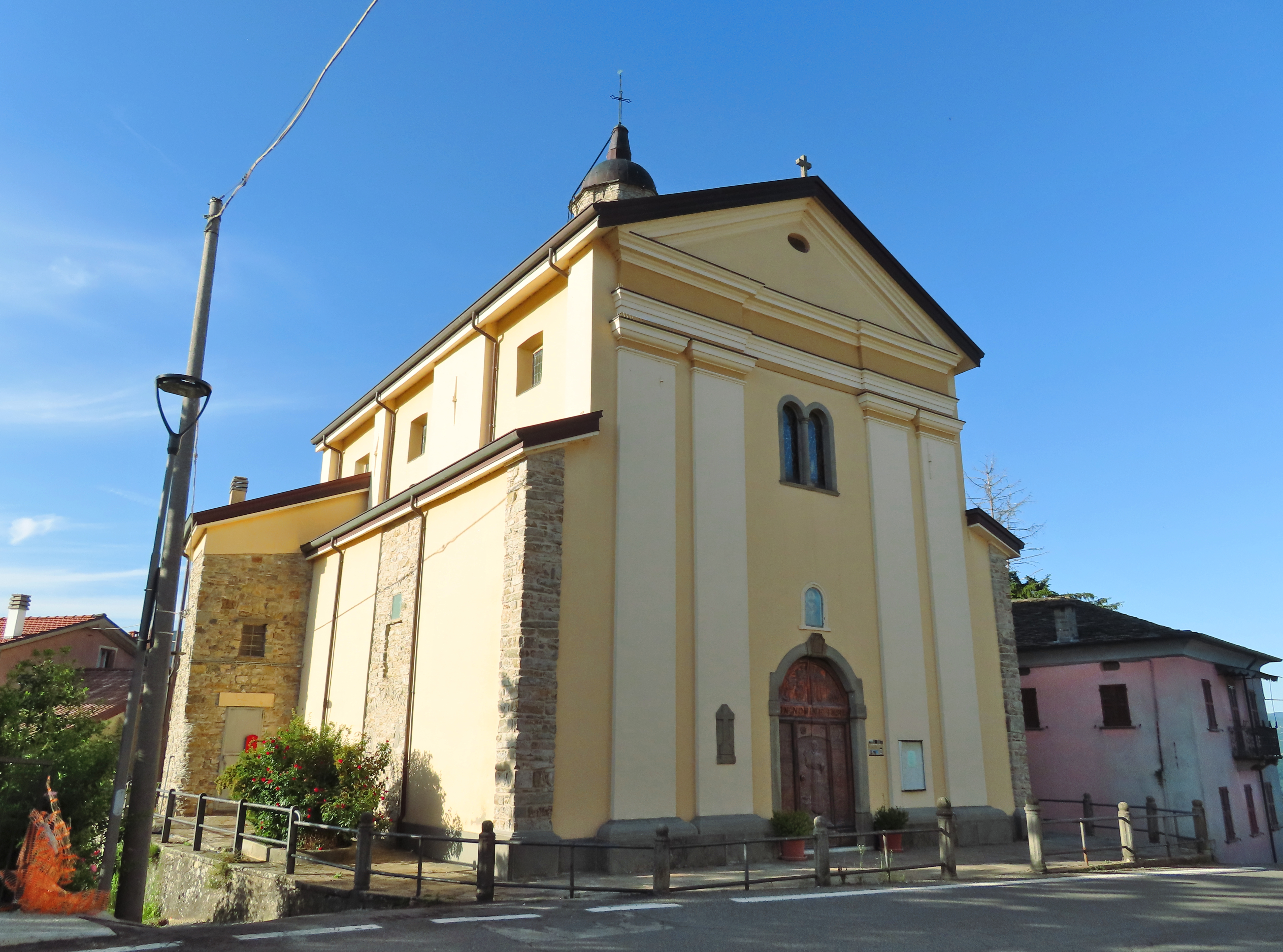
Facciata e lato ovest

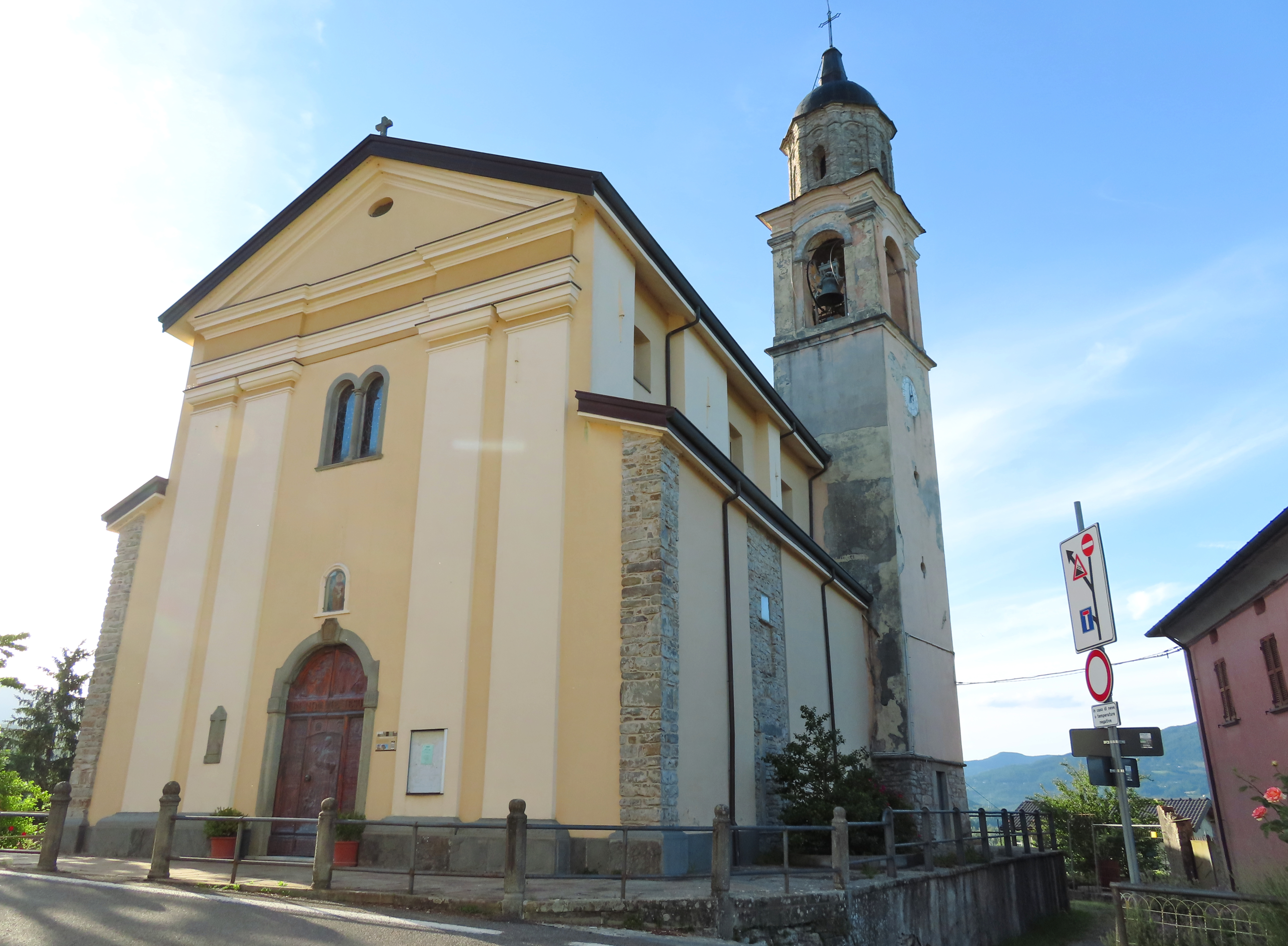
Facciata e lato est

La chiesa si sviluppa su un impianto a navata unica affiancata da quattro cappelle su ogni lato, con ingresso a sud e presbiterio a nord.
La simmetrica facciata a salienti, quasi interamente intonacata, è preceduta da un piccolo sagrato; il prospetto è scandito da due lesene binate di ordine gigante, coronate da capitelli dorici; nel mezzo è collocato l'ampio portale d'ingresso ad arco ribassato, delimitato da una cornice in arenaria e sormontato da una piccola nicchia ad arco a tutto sesto, contenente una statuetta raffigurante San Bernardino; più in alto si apre una bifora ad arco a tutto sesto, con colonnina centrale; in sommità di staglia il frontone triangolare con cornice spezzata in aggetto, al cui centro è collocato un piccolo oculo ovale. Ai lati le fronti in corrispondenza delle cappelle sono delimitate alle estremità da paraste in conci di pietra.

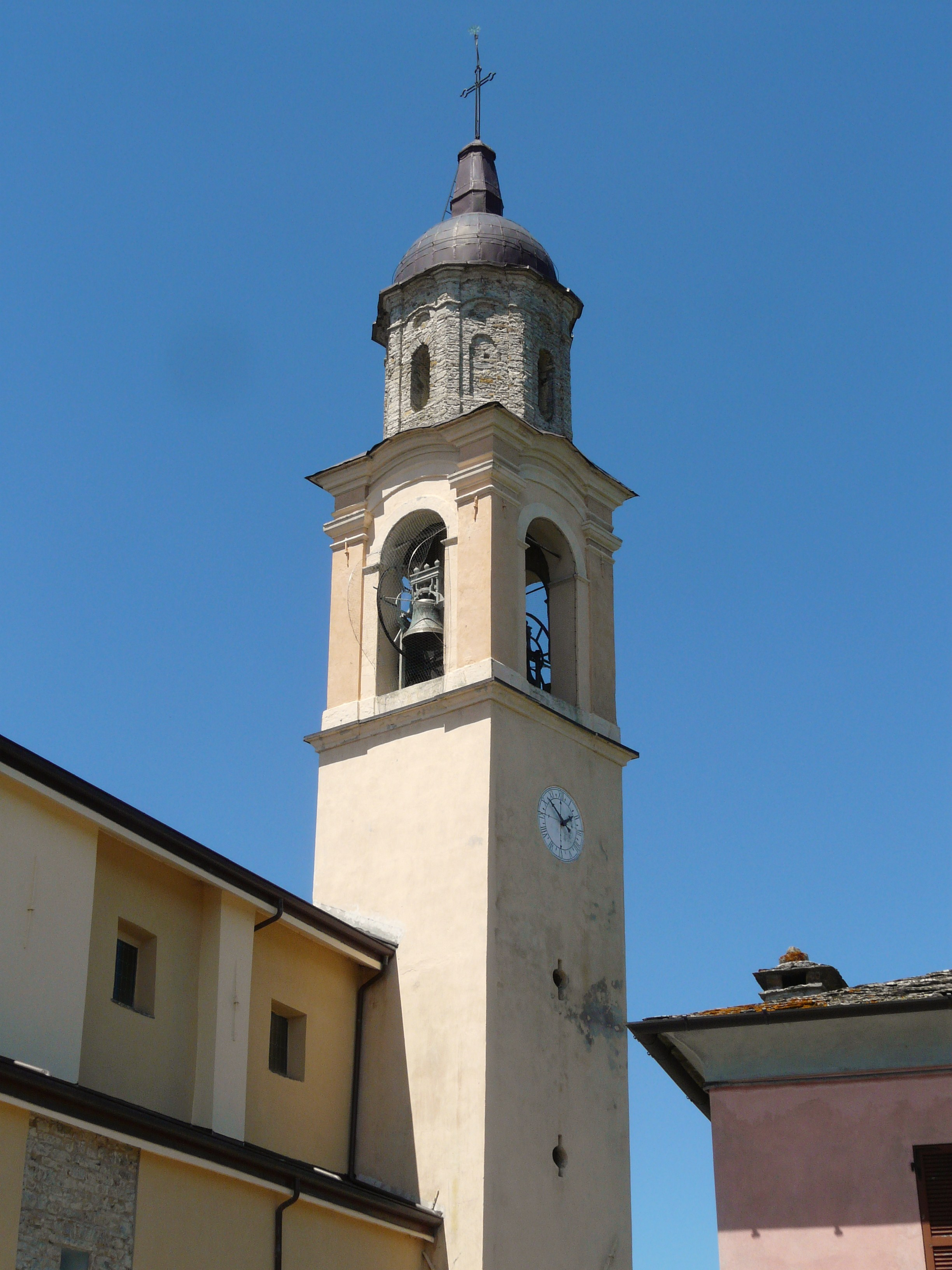
Campanile

I fianchi sono suddivisi inferiormente in due parti da larghe lesene in conci di pietra e superiormente in tre porzioni, contenenti finestre rettangolari strombate, da massicce paraste in aggetto. Al termine del lato destro si eleva, in continuità col presbiterio in pietra, il campanile barocco; la cella campanaria si affaccia sulle quattro fronti attraverso monofore ad arco a tutto sesto, delimitate alle estremità da lesene coronate da capitelli dorici; in sommità la lanterna in pietra a pianta ottagonale è illuminata da quattro finestre ovali alternate a specchiature di ugual forma, aperte al centro di ogni lato; a coronamento si eleva un cupolino in rame sormontato da una guglia a tronco di piramide.
All'interno la navata, coperta da una volta a botte lunettata scandita in quattro campate e riccamente decorata da affreschi raffiguranti soggetti religiosi, è affiancata dalle ampie arcate a tutto sesto delle cappelle laterali, scandite da una serie di lesene con capitelli dorici a sostegno del cornicione perimetrale in aggetto.
Il presbiterio, lievemente sopraelevato, è preceduto dall'ampio arco trionfale a tutto sesto; l'ambiente, a pianta rettangolare, è coperto da una volta a botte decorata con affreschi a soggetto religioso, che proseguono anche sulla parete di fondo; al centro è collocato l'altare maggiore a mensa in pietra.
Le cappelle laterali a pianta rettangolare, chiuse superiormente da volte a botte, sono riccamente ornate con affreschi e stucchi; quelle sulla destra sono intitolate al battistero, al Crocifisso, a sant'Apollonia e al Sacro Cuore, mentre quelle sulla sinistra sono dedicate al confessionale, a san Bonifacio, all'Assunta e alla Madonna. Di pregio risultano in particolare la seconda a destra, riccamente decorata con stucchi rococò anche sull'altare, e la terza a sinistra, ornata con stucchi raffiguranti i Misteri del Rosario, risalenti all'incirca alla fine del XVII secolo o agli inizi del XVIII. La seconda cappella a sinistra conserva le reliquie di san Bonifacio, vescovo di Cagliari martirizzato nel II secolo.